# Filippo Cesare Messedaglia
Filippo Cesare Messedaglia (Villafranca di Verona, 19 gennaio 1823 – Verona, 30 gennaio 1901) è stato un architetto e ingegnere italiano.

## Biografia
Fratello dell'economista Angelo e zio dell'umanista Luigi, Filippo Cesare Messedaglia ottiene l'abilitazione di ingegnere civile e architetto nel 1849.
Si occupa del restauro del palazzo Sagramoso, poi sede della Banca d'Italia e del rifacimento di villa Rizzardi a Negrar dallo stile eclettico. Partecipa a vari concorsi tra cui quello per il cimitero di Venezia all'Isola di San Michele. Si dedica all'ingegneria idraulica e ferroviaria e viene nominato direttore dei lavori della prosecuzione della linea ferroviaria Legnago-Verona.
Socio dell'Accademia dell'Agricoltura di Verona, si interessa di problemi di bonifica agraria e irrigazione.